# Ostrygojady (podrodzina)
Ostrygojady (Haematopodinae) – monotypowa podrodzina ptaków z rodziny ostrygojadów (Haematopodidae). Występują głównie na morskich wybrzeżach. Gniazdują na ziemi. Żywią się mięczakami i skorupiakami wydobywanymi z mułu podczas odpływu morza.

## Zasięg występowania
Podrodzina obejmuje gatunki brodzące, zamieszkujące strefę umiarkowaną i tropikalną całego świata.

## Charakterystyka
Długość ciała 40–51 cm, rozpiętość skrzydeł 76–86 cm; masa ciała 425–980 g. Dziób długi, prosty, obustronnie spłaszczony o tępym końcu; nogi mocne, między palcami szczątkowa błona pławna; skrzydła stosunkowo długie, a ogon krótki. W upierzeniu przeważa kolor czarny lub ciemnobrązowy z domieszką białego. Gniazdo zakładają na ziemi; w zniesieniu 2 do 5 jaj. Wysiadują obydwoje rodzice.

## Systematyka

### Etymologia
- Haematopus: łac. haematopus, haematopodis „krwistostopy”, od gr. αἱμα haima, αἱματος haimatos „krew”; πους pous, ποδος podos „stopa”[10].
- Ostralega: epitet gatunkowy Haematopus ostralegus Linnaeus, 1758[11]; łac. ostrea „ostryga”, od gr. οστρεον ostreon „ostryga”; legere „zbierać”[12]. Gatunek typowy: Haematopus ostralegus Linnaeus, 1758.
- Ostralegus: łac. ostrea „ostryga”, od gr. οστρεον ostreon „ostryga”; legere „zbierać”[12]. Gatunek typowy: Haematopus ostralegus Linnaeus, 1758.
- Melanibyx: gr. μελας melas, μελανος melanos „czarny”; ιβυξ ibux, ιβυκος ibukos „nieznany hałaśliwy ptak” (w ornitologii zwykle traktowany jak czajka lub siewka)[13]. Gatunek typowy: Haematopus niger Temminck, 1820 (= Haematopus moquini Bonaparte, 1856).
- Prohaematopus: gr. προ pro „związany z”; rodzaj Haematopus Linnaeus, 1758[14]. Gatunek typowy: Haematopus quoyi Brabourne & Chubb, 1912 (= Haematopus ater Vieillot, 1825).
- Palostralegus: gr. παλαιος palaios „stary, antyczny”; rodzaj Ostralegus Macgillivray, 1842[15]. Gatunek typowy: †Palostralegus sulcatus Brodkorb, 1955.

### Podział systematyczny
Do podrodziny należy jeden rodzaj z następującymi gatunkami:
- Haematopus leucopodus Garnot, 1826 – ostrygojad magellański
- Haematopus ater Vieillot, 1825 – ostrygojad czarniawy
- Haematopus bachmani Audubon, 1838 – ostrygojad czarny
- Haematopus palliatus Temminck, 1820 – ostrygojad brunatny
- Haematopus fuliginosus Gould, 1845 – ostrygojad australijski
- Haematopus longirostris Vieillot, 1817 – ostrygojad długodzioby
- Haematopus ostralegus Linnaeus, 1758 – ostrygojad zwyczajny
- Haematopus moquini Bonaparte, 1856 – ostrygojad afrykański
- Haematopus unicolor J.R. Forster, 1844 – ostrygojad zmienny
- Haematopus finschi G.H. Martens, 1897 – ostrygojad nowozelandzki
- Haematopus chathamensis E. Hartert, 1927 – ostrygojad krótkodzioby